# Юра, Терентий Петрович
Терентий Петро́вич Юра́ (укр. Терентій Петрович Юра; 22 апреля 1884, Федвар, Херсонская губерния — 9 мая 1973, Киев) — украинский советский театральный режиссёр, актёр, педагог. Народный артист Украинской ССР (1940). Брат Александра, Гната и Татьяны Юра.

## Биография
Терентий Петрович Юра родился 10 (22) апреля 1884 года в селе Федвар.
С 1905 года работал артистом в труппе С. Максимовича. С 1908 по 1917 год в составе передвижных труп выступал в антрепризах. С 1917 года стал руководителем товарищества «Сурма». В течение 1921—1957 годов служил в Киевском украинском драматическом театре имени Франко. После этого, с 1923 по 1926 год был актёром в различных театрах Харькова.
Умер 9 мая 1973 года в Киеве.

## Избранные роли

### В театре
- Хома («Ой не ходи Грицю, та й на вечорницi» Старицкого);
- Гнат Гиря («97» Кулиша);
- Сатин («На дне» Горького);
- Тартюф («Тартюф» Мольера) и другие.

### В кино
- «Волчьи тропы» (1930);
- «Иван» (1932);
- «Хрустальный дворец» (1934);
- «Кармелюк» (1938);
- «Партизаны в степях Украины» (1942).

## Семья
- Брат — Народный артист УССР Гнат Юра.